# Acutifromiris
Acutifromiris is een geslacht van wantsen uit de familie van de Miridae (Blindwantsen). Het geslacht werd voor het eerst wetenschappelijk beschreven door Hernandez & Stonedahl in 1999.

## Soorten
Het genus bevat de volgende soorten:

- Acutifromiris acutifrons (Carvalho, 1948)
- Acutifromiris chilensis Hernández & Stonedahl, 1999